# مابيل غاردينر هوبارد
مابيل غاردينر هوبارد  (بالإنجليزية: Mabel Gardiner Hubbard)‏ (25 نوفمبر 1857 - 3 يناير 1923)، هي ابنة المحامي غاردينر غرين هوبارد، والذي كان أول رئيس لشركة تليفونات بيل. وكانت أيضا زوجة ألكسندر غراهام بيل، وهو عالم بارز ومخترع أول عملية أتصال هاتفية.
من وقت خطوبة مابل على غراهام بيل في عام 1873، حتى وفاته في عام 1922، أصبحت مابل وظلت هي التأثير الأكبر والأكثر أهمية في حياته. تقول الروايات الفولكلورية أن بيل أجرى تجارب الاتصالات السلكية واللاسلكية في محاولة لاستعادة السمع لها، والتي أصيبت به وهي على مقربة من عيد ميلادها الخامس، وتركها تعيش صماء تماما لبقية حياتها.
قامت مابيل بدعم بحوث الطيران، وأعتقدت بشدة أن مركبة أثقل من الهواء يمكن لها أن تطير، كما وفرت الإلهام وتمويل حوالي 20،000 دولار كندي لهذه الغاية، وهو مبلغ كبير في عام 1907 (حوالي 450،000 $ في عام 2008 دولار).